# Cantó de Buzancy
El cantó de Buzancy és un cantó francès del departament de les Ardenes, situat al districte de Vouziers. Té 18 municipis i el cap és Buzancy.

## Municipis
- Bar-lès-Buzancy
- Bayonville
- Belval-Bois-des-Dames
- La Berlière
- Briquenay
- Buzancy
- Fossé
- Harricourt
- Imécourt
- Landres-et-Saint-Georges
- Nouart
- Oches
- Saint-Pierremont
- Sommauthe
- Tailly
- Thénorgues
- Vaux-en-Dieulet
- Verpel

## Història
| Data d'elecció                           | Identitat       | Partit                                  | Qualitat |
| ---------------------------------------- | --------------- | --------------------------------------- | -------- |
| 1945-1958                                | Edmond Hannotin | Divers droite                           |          |
| 1958-1988                                | Jean Decorne    | Divers droite, després UDR, després RPR |          |
| 1988-19..                                | Roger Schmitt   | UDF-radical                             |          |
| 19..-2001                                | Jacques Paulot  | RPR                                     |          |
| 2001-                                    | Pierre Vernel   | Divers droite, després UMP              |          |
| les dades anteriors no són pas conegudes |                 |                                         |          |
|                                          |                 |                                         |          |

## Demografia
| A partir de 1990: Població sense dobles comptes |